# Comté de Whitfield
Pour les articles homonymes, voir Whitfield.
Le comté de Whitfield est un comté de Géorgie, aux États-Unis.

## Démographie
| 1860   | 1870   | 1880   | 1890   | 1900   | 1910   |
| ------ | ------ | ------ | ------ | ------ | ------ |
| 10 047 | 10 117 | 11 900 | 12 916 | 14 509 | 15 934 |

| 1920   | 1930   | 1940   | 1950   | 1960   | 1970   |
| ------ | ------ | ------ | ------ | ------ | ------ |
| 16 897 | 20 808 | 26 105 | 34 432 | 42 109 | 55 108 |

| 1980   | 1990   | 2000   | 2010    | - | - |
| ------ | ------ | ------ | ------- | - | - |
| 65 789 | 72 462 | 83 525 | 102 599 | - | - |